# Plaza Combatientes de Malvinas e Islas del Atlántico Sur
La Plaza Combatientes de Malvinas e Islas del Atlántico Sur es una plaza ubicada en la ciudad argentina de Belén de Escobar, en la Zona Norte del Gran Buenos Aires, hecha en homenaje a 4 de los héroes argentinos que lucharon en las Islas Malvinas y que se inauguró en 1997. La misma está ubicada en la Avenida 25 de mayo e Independencia. El motivo escultórico denominado Los Héroes del Sur, que fue diseñado por Eduardo Audivert y realizado por Ernesto Bertedor; que quiere representar a los 4 hombres oriundos del partido de Escobar que fueron a la guerra y dieron su vida en la gesta del Atlántico Sur.

## Los 4 soldados

### Jorge Sosa
Fue un cabo Segundo de la Armada Argentina, que dio su vida por la Patria abordando el Crucero A.R.A. General Belgrano en el crimen de guerra efectuado por las fuerzas británicas el 2 de mayo de 1982. Era un joven que vivía en Belén de Escobar, en el barrio Lambertuchi

### Orlando Dechiara
Era otro cabo Segundo de la Armada Argentina que dio su vida por la Patria a bordo del Crucero A.R.A. General Belgrano. Este hombre vivía en la Ciudad de Garín en la calle Dechiara, arteria a la que se le impuso el nombre en su honor.

### Jorge Inchauspe
Soldado conscripto clase 1962; que murió en combate el 14 de junio de 1982 como parte del nido 4 de ametralladora 12,7mm adjunta al Regimiento de Infantería 7 (Ejército Argentino) en Monte Longdon. Se encontraba cumpliendo Servicio en el Batallón Comando de Infantería Nro 1 de la Armada Argentina dentro de la formada Ca de Ametralladoras pesadas 12,7mm. El Comandante en Jefe de la Armada Argentina, lo condecoró con el grado de inmediato de Cabo Segundo Pos Mortem, en un emotivo acto realizado en la Casa Rosada. Otro joven que también vivía en Belén de Escobar

### Rodolfo de la Colina
Vicecomodoro de la Fuerza Aérea Argentina; murió en combate como piloto de un Lear Jet. No residía en forma permanente en el distrito de Belén de Escobar, lo hacía en períodos de licencia o cuando las circunstancias lo permitían en la localidad de Ingeniero Maschwitz.